# Tour del Porvenir 2018
La 55.ª edición del Tour del Porvenir (nombre oficial en francés: Tour de l'Avenir) fue una carrera de ciclismo en ruta por etapas que se celebró entre el 17 y el 26 de agosto de 2018 en Francia con inicio en la localidad de Grand-Champ y final en la población de Saint-Colomban-des-Villards sobre un recorrido total de 1149,9 kilómetros.
La carrera hizo parte de la Copa de las Naciones UCI sub-23 2018, dentro de la categoría UCI 2.Ncup (limitada a corredores menores de 23 años).
La carrera fue ganada por el ciclista Tadej Pogačar de la selección nacional sub-23 de Eslovenia. El podio lo completaron el ciclista Thymen Arensman de la selección nacional sub-23 de los Países Bajos y el ciclista Gino Mäder de la selección nacional sub-23 de Suiza.

## Equipos participantes
Tomaron parte en la carrera 26 equipos: 23 selecciones nacionales, un equipo mixto del Centro Mundial de Ciclismo de la UCI y 2 equipos amateur regionales de Francia de categoría sub-23, quienes formaron un pelotón de 156 ciclistas de los que terminaron 124. Los equipos participantes fueron:
| Equipos nacionales (23)- Colombia sub-23 - Australia sub-23 - Austria sub-23 - Bélgica sub-23 - Dinamarca sub-23 - Ecuador sub-23 - España sub-23 - Estados Unidos sub-23 - Francia sub-23 - Alemania sub-23 - Gran Bretaña sub-23 - Irlanda sub-23 - Italia sub-23 - Japón sub-23 - Luxemburgo sub-23 - Países Bajos sub-23 - Noruega sub-23 - Polonia sub-23 - Portugal sub-23 - Rusia sub-23 - Ruanda sub-23 - Eslovenia sub-23 - Suiza sub-23 Equipos ciclistas aficionados (3)- World Cycling Centre - Auvergne-Rhône-Alpes sub-23 - Pays de la Loire espoirs |
| |

## Recorrido
El Tour del Porvenir dispuso de 10 etapas para un recorrido total de 1149,9 kilómetros con inicio en la localidad de Grand-Champ y final en Saint-Sorlin-d'Arves, comprendiendo 1 contrarreloj por equipos, 4 etapas de montaña y 5 etapas llanas.
| Etapa      | Fecha     | Recorrido                                 | type                     | Distancia (km) | Ganador          | Líder         |
| ---------- | --------- | ----------------------------------------- | ------------------------ | -------------- | ---------------- | ------------- |
| 1.ª etapa  | 17 de ago | Grand-Champ – Elven                       | etapa escarpada          | 138,2          | Max Kanter       | Max Kanter    |
| 2.ª etapa  | 18 de ago | Drefféac – Châteaubriant                  | etapa escarpada          | 144,2          | Alan Riou        | Alan Riou     |
| 3.ª etapa  | 19 de ago | Le Lude – Châteaudun                      | etapa escarpada          | 171,2          | Damien Touzé     | Alan Riou     |
| 4.ª etapa  | 20 de ago | Orleans – Orleans                         | contrarreloj por equipos | 20,2           | Dinamarca sub-23 | Håkon Aalrust |
| 5.ª etapa  | 21 de ago | Beaugency – Levroux                       | etapa escarpada          | 145,8          | Matthew Gibson   | Alan Riou     |
| 6.ª etapa  | 22 de ago | Le Blanc – Cérilly                        | etapa escarpada          | 181,1          | Alessandro Covi  | Alan Riou     |
| 7.ª etapa  | 23 de ago | Moûtiers – Méribel                        | etapa de montaña         | 35,4           | Iván Ramiro Sosa | Tadej Pogačar |
| 8.ª etapa  | 24 de ago | La Bâthie – Crest-Voland Cohennoz         | etapa de montaña         | 81,1           | Gino Mäder       | Tadej Pogačar |
| 9.ª etapa  | 25 de ago | Séez – Val-d'Isère                        | etapa de montaña         | 83             | Fernando Barceló | Tadej Pogačar |
| 10.ª etapa | 26 de ago | Val-d'Isère – Saint-Colomban-des-Villards | etapa de montaña         | 149,7          | Gino Mäder       | Tadej Pogačar |

## Desarrollo de la carrera

### 1.ª etapa
| Grand-Champ - Elven | etapa escarpada | (138,2 km) |

| \| Clasificación de la etapa \| Clasificación de la etapa \| Clasificación de la etapa \| Clasificación de la etapa \| Clasificación de la etapa \| \| Ciclista \| Ciclista \| Equipo \| Tiempo \| \| \| ------------------------- \| ------------------------- \| ------------------------- \| ------------------------- \| ------------------------- \| \| 1.º \| Max Kanter \| Alemania sub-23 \| 3 h 15 min 01 s \| \| \| 2.º \| Alan Banaszek \| Polonia sub-23 \| + 0 s \| \| \| 3.º \| Damien Touzé \| Francia sub-23 \| + 0 s \| \| \| 4.º \| Rui Oliveira \| Portugal sub-23 \| + 0 s \| \| \| 5.º \| Žiga Jerman \| Eslovenia sub-23 \| + 0 s \| \| \| 6.º \| Gerben Thijssen \| Bélgica sub-23 \| + 0 s \| \| \| 7.º \| Jake Stewart \| Gran Bretaña sub-23 \| + 0 s \| \| \| 8.º \| Robert Stannard \| Australia sub-23 \| + 0 s \| \| \| 9.º \| Mark Downey \| Irlanda sub-23 \| + 0 s \| \| \| 10.º \| Kevin Geniets \| Luxemburgo sub-23 \| + 0 s \| \| |                 |                     |                 |
| |                 |                     |                 |
| Fuente: ProCyclingStats |                 |                     |                 |
| Clasificación de la etapa |                 |                     |                 |
| Ciclista | Ciclista        | Equipo              | Tiempo          |
| 1.º | Max Kanter      | Alemania sub-23     | 3 h 15 min 01 s |
| 2.º | Alan Banaszek   | Polonia sub-23      | + 0 s           |
| 3.º | Damien Touzé    | Francia sub-23      | + 0 s           |
| 4.º | Rui Oliveira    | Portugal sub-23     | + 0 s           |
| 5.º | Žiga Jerman     | Eslovenia sub-23    | + 0 s           |
| 6.º | Gerben Thijssen | Bélgica sub-23      | + 0 s           |
| 7.º | Jake Stewart    | Gran Bretaña sub-23 | + 0 s           |
| 8.º | Robert Stannard | Australia sub-23    | + 0 s           |
| 9.º | Mark Downey     | Irlanda sub-23      | + 0 s           |
| 10.º | Kevin Geniets   | Luxemburgo sub-23   | + 0 s           |

| \| Clasificación general \| Clasificación general \| Clasificación general \| Clasificación general \| Clasificación general \| \| Ciclista \| Ciclista \| Equipo \| Tiempo \| \| \| --------------------- \| --------------------- \| --------------------- \| --------------------- \| --------------------- \| \| 1.º \| Max Kanter \| Alemania sub-23 \| 3 h 15 min 01 s \| \| \| 2.º \| Alan Banaszek \| Polonia sub-23 \| + 0 s \| \| \| 3.º \| Damien Touzé \| Francia sub-23 \| + 0 s \| \| \| 4.º \| Rui Oliveira \| Portugal sub-23 \| + 0 s \| \| \| 5.º \| Žiga Jerman \| Eslovenia sub-23 \| + 0 s \| \| \| 6.º \| Gerben Thijssen \| Bélgica sub-23 \| + 0 s \| \| \| 7.º \| Jake Stewart \| Gran Bretaña sub-23 \| + 0 s \| \| \| 8.º \| Robert Stannard \| Australia sub-23 \| + 0 s \| \| \| 9.º \| Mark Downey \| Irlanda sub-23 \| + 0 s \| \| \| 10.º \| Kevin Geniets \| Luxemburgo sub-23 \| + 0 s \| \| |                 |                     |                 |
| |                 |                     |                 |
| Fuente: ProCyclingStats |                 |                     |                 |
| Clasificación general |                 |                     |                 |
| Ciclista | Ciclista        | Equipo              | Tiempo          |
| 1.º | Max Kanter      | Alemania sub-23     | 3 h 15 min 01 s |
| 2.º | Alan Banaszek   | Polonia sub-23      | + 0 s           |
| 3.º | Damien Touzé    | Francia sub-23      | + 0 s           |
| 4.º | Rui Oliveira    | Portugal sub-23     | + 0 s           |
| 5.º | Žiga Jerman     | Eslovenia sub-23    | + 0 s           |
| 6.º | Gerben Thijssen | Bélgica sub-23      | + 0 s           |
| 7.º | Jake Stewart    | Gran Bretaña sub-23 | + 0 s           |
| 8.º | Robert Stannard | Australia sub-23    | + 0 s           |
| 9.º | Mark Downey     | Irlanda sub-23      | + 0 s           |
| 10.º | Kevin Geniets   | Luxemburgo sub-23   | + 0 s           |

### 2.ª etapa
| Drefféac - Châteaubriant | etapa escarpada | (144,2 km) |

| \| Clasificación de la etapa \| Clasificación de la etapa \| Clasificación de la etapa \| Clasificación de la etapa \| Clasificación de la etapa \| \| Ciclista \| Ciclista \| Equipo \| Tiempo \| \| \| ------------------------- \| ------------------------- \| --------------------------- \| ------------------------- \| ------------------------- \| \| 1.º \| Alan Riou \| Francia sub-23 \| 3 h 11 min 43 s \| \| \| 2.º \| Magnus Bak Klaris \| Dinamarca sub-23 \| + 1 s \| \| \| 3.º \| Håkon Aalrust \| Noruega sub-23 \| + 1 s \| \| \| 4.º \| Alberto Dainese \| Italia sub-23 \| + 2 min 16 s \| \| \| 5.º \| Max Kanter \| Alemania sub-23 \| + 2 min 16 s \| \| \| 6.º \| Rui Oliveira \| Portugal sub-23 \| + 2 min 16 s \| \| \| 7.º \| Robert Stannard \| Australia sub-23 \| + 2 min 16 s \| \| \| 8.º \| Gerben Thijssen \| Bélgica sub-23 \| + 2 min 16 s \| \| \| 9.º \| Gotzon Martín \| España sub-23 \| + 2 min 16 s \| \| \| 10.º \| Theo Menant \| Auvergne-Rhône-Alpes sub-23 \| + 2 min 16 s \| \| |                   |                             |                 |
| |                   |                             |                 |
| Fuente: ProCyclingStats |                   |                             |                 |
| Clasificación de la etapa |                   |                             |                 |
| Ciclista | Ciclista          | Equipo                      | Tiempo          |
| 1.º | Alan Riou         | Francia sub-23              | 3 h 11 min 43 s |
| 2.º | Magnus Bak Klaris | Dinamarca sub-23            | + 1 s           |
| 3.º | Håkon Aalrust     | Noruega sub-23              | + 1 s           |
| 4.º | Alberto Dainese   | Italia sub-23               | + 2 min 16 s    |
| 5.º | Max Kanter        | Alemania sub-23             | + 2 min 16 s    |
| 6.º | Rui Oliveira      | Portugal sub-23             | + 2 min 16 s    |
| 7.º | Robert Stannard   | Australia sub-23            | + 2 min 16 s    |
| 8.º | Gerben Thijssen   | Bélgica sub-23              | + 2 min 16 s    |
| 9.º | Gotzon Martín     | España sub-23               | + 2 min 16 s    |
| 10.º | Theo Menant       | Auvergne-Rhône-Alpes sub-23 | + 2 min 16 s    |

| \| Clasificación general \| Clasificación general \| Clasificación general \| Clasificación general \| Clasificación general \| \| Ciclista \| Ciclista \| Equipo \| Tiempo \| \| \| --------------------- \| --------------------- \| --------------------- \| --------------------- \| --------------------- \| \| 1.º \| Alan Riou \| Francia sub-23 \| 6 h 26 min 44 s \| \| \| 2.º \| Håkon Aalrust \| Noruega sub-23 \| + 1 s \| \| \| 3.º \| Magnus Bak Klaris \| Dinamarca sub-23 \| + 1 s \| \| \| 4.º \| Max Kanter \| Alemania sub-23 \| + 2 min 16 s \| \| \| 5.º \| Rui Oliveira \| Portugal sub-23 \| + 2 min 16 s \| \| \| 6.º \| Gerben Thijssen \| Bélgica sub-23 \| + 2 min 16 s \| \| \| 7.º \| Robert Stannard \| Australia sub-23 \| + 2 min 16 s \| \| \| 8.º \| Jake Stewart \| Gran Bretaña sub-23 \| + 2 min 16 s \| \| \| 9.º \| Žiga Jerman \| Eslovenia sub-23 \| + 2 min 16 s \| \| \| 10.º \| Kevin Geniets \| Luxemburgo sub-23 \| + 2 min 16 s \| \| |                   |                     |                 |
| |                   |                     |                 |
| Fuente: ProCyclingStats |                   |                     |                 |
| Clasificación general |                   |                     |                 |
| Ciclista | Ciclista          | Equipo              | Tiempo          |
| 1.º | Alan Riou         | Francia sub-23      | 6 h 26 min 44 s |
| 2.º | Håkon Aalrust     | Noruega sub-23      | + 1 s           |
| 3.º | Magnus Bak Klaris | Dinamarca sub-23    | + 1 s           |
| 4.º | Max Kanter        | Alemania sub-23     | + 2 min 16 s    |
| 5.º | Rui Oliveira      | Portugal sub-23     | + 2 min 16 s    |
| 6.º | Gerben Thijssen   | Bélgica sub-23      | + 2 min 16 s    |
| 7.º | Robert Stannard   | Australia sub-23    | + 2 min 16 s    |
| 8.º | Jake Stewart      | Gran Bretaña sub-23 | + 2 min 16 s    |
| 9.º | Žiga Jerman       | Eslovenia sub-23    | + 2 min 16 s    |
| 10.º | Kevin Geniets     | Luxemburgo sub-23   | + 2 min 16 s    |

### 3.ª etapa
| Le Lude - Châteaudun | etapa escarpada | (171,2 km) |

| \| Clasificación de la etapa \| Clasificación de la etapa \| Clasificación de la etapa \| Clasificación de la etapa \| Clasificación de la etapa \| \| Ciclista \| Ciclista \| Equipo \| Tiempo \| \| \| ------------------------- \| ------------------------- \| ------------------------- \| ------------------------- \| ------------------------- \| \| 1.º \| Damien Touzé \| Francia sub-23 \| 3 h 39 min 16 s \| \| \| 2.º \| Edoardo Affini \| Italia sub-23 \| + 0 s \| \| \| 3.º \| Thymen Arensman \| Países Bajos sub-23 \| + 5 s \| \| \| 4.º \| Michael O'Loughlin \| Irlanda sub-23 \| + 5 s \| \| \| 5.º \| Max Kanter \| Alemania sub-23 \| + 7 s \| \| \| 6.º \| Robert Stannard \| Australia sub-23 \| + 7 s \| \| \| 7.º \| Rui Oliveira \| Portugal sub-23 \| + 7 s \| \| \| 8.º \| Marc Hirschi \| Suiza sub-23 \| + 7 s \| \| \| 9.º \| Pit Leyder \| Luxemburgo sub-23 \| + 7 s \| \| \| 10.º \| Andreas Stokbro \| Dinamarca sub-23 \| + 7 s \| \| |                    |                     |                 |
| |                    |                     |                 |
| Fuente: ProCyclingStats |                    |                     |                 |
| Clasificación de la etapa |                    |                     |                 |
| Ciclista | Ciclista           | Equipo              | Tiempo          |
| 1.º | Damien Touzé       | Francia sub-23      | 3 h 39 min 16 s |
| 2.º | Edoardo Affini     | Italia sub-23       | + 0 s           |
| 3.º | Thymen Arensman    | Países Bajos sub-23 | + 5 s           |
| 4.º | Michael O'Loughlin | Irlanda sub-23      | + 5 s           |
| 5.º | Max Kanter         | Alemania sub-23     | + 7 s           |
| 6.º | Robert Stannard    | Australia sub-23    | + 7 s           |
| 7.º | Rui Oliveira       | Portugal sub-23     | + 7 s           |
| 8.º | Marc Hirschi       | Suiza sub-23        | + 7 s           |
| 9.º | Pit Leyder         | Luxemburgo sub-23   | + 7 s           |
| 10.º | Andreas Stokbro    | Dinamarca sub-23    | + 7 s           |

| \| Clasificación general \| Clasificación general \| Clasificación general \| Clasificación general \| Clasificación general \| \| Ciclista \| Ciclista \| Equipo \| Tiempo \| \| \| --------------------- \| --------------------- \| --------------------- \| --------------------- \| --------------------- \| \| 1.º \| Alan Riou \| Francia sub-23 \| 10 h 06 min 12 s \| \| \| 2.º \| Håkon Aalrust \| Noruega sub-23 \| + 1 s \| \| \| 3.º \| Magnus Bak Klaris \| Dinamarca sub-23 \| + 1 s \| \| \| 4.º \| Damien Touzé \| Francia sub-23 \| + 2 min 04 s \| \| \| 5.º \| Edoardo Affini \| Italia sub-23 \| + 2 min 04 s \| \| \| 6.º \| Michael O'Loughlin \| Irlanda sub-23 \| + 2 min 09 s \| \| \| 7.º \| Thymen Arensman \| Países Bajos sub-23 \| + 2 min 09 s \| \| \| 8.º \| Max Kanter \| Alemania sub-23 \| + 2 min 11 s \| \| \| 9.º \| Rui Oliveira \| Portugal sub-23 \| + 2 min 11 s \| \| \| 10.º \| Robert Stannard \| Australia sub-23 \| + 2 min 11 s \| \| |                    |                     |                  |
| |                    |                     |                  |
| Fuente: ProCyclingStats |                    |                     |                  |
| Clasificación general |                    |                     |                  |
| Ciclista | Ciclista           | Equipo              | Tiempo           |
| 1.º | Alan Riou          | Francia sub-23      | 10 h 06 min 12 s |
| 2.º | Håkon Aalrust      | Noruega sub-23      | + 1 s            |
| 3.º | Magnus Bak Klaris  | Dinamarca sub-23    | + 1 s            |
| 4.º | Damien Touzé       | Francia sub-23      | + 2 min 04 s     |
| 5.º | Edoardo Affini     | Italia sub-23       | + 2 min 04 s     |
| 6.º | Michael O'Loughlin | Irlanda sub-23      | + 2 min 09 s     |
| 7.º | Thymen Arensman    | Países Bajos sub-23 | + 2 min 09 s     |
| 8.º | Max Kanter         | Alemania sub-23     | + 2 min 11 s     |
| 9.º | Rui Oliveira       | Portugal sub-23     | + 2 min 11 s     |
| 10.º | Robert Stannard    | Australia sub-23    | + 2 min 11 s     |

### 4.ª etapa
| Orleans - Orleans | contrarreloj por equipos | (20,2 km) |

| \| Clasificación de la etapa \| Clasificación de la etapa \| Clasificación de la etapa \| Clasificación de la etapa \| Clasificación de la etapa \| Clasificación de la etapa \| \| Equipo \| Equipo \| Tiempo \| Diferencia \| Promedio \| \| \| ------------------------- \| ------------------------- \| ------------------------- \| ------------------------- \| ------------------------- \| ------------------------- \| \| 1.º \| Dinamarca sub-23 \| 22 min 11 s \| 0 s \| 54.636 km/h \| \| \| 2.º \| Bélgica sub-23 \| 22 min 24 s \| + 13 s \| 54.107 km/h \| \| \| 3.º \| Noruega sub-23 \| 22 min 27 s \| + 16 s \| 53.987 km/h \| \| \| 4.º \| Países Bajos sub-23 \| 22 min 30 s \| + 19 s \| 53.867 km/h \| \| \| 5.º \| Italia sub-23 \| 22 min 33 s \| + 22 s \| 53.747 km/h \| \| \| 6.º \| Estados Unidos sub-23 \| 22 min 36 s \| + 25 s \| 53.628 km/h \| \| \| 7.º \| Francia sub-23 \| 22 min 39 s \| + 28 s \| 53.510 km/h \| \| \| 8.º \| Eslovenia sub-23 \| 22 min 43 s \| + 32 s \| 53.353 km/h \| \| \| 9.º \| Alemania sub-23 \| 22 min 44 s \| + 33 s \| 53.314 km/h \| \| \| 10.º \| Rusia sub-23 \| 22 min 47 s \| + 36 s \| 53.197 km/h \| \| |                       |             |            |             |
| |                       |             |            |             |
| Fuente: ProCyclingStats |                       |             |            |             |
| Clasificación de la etapa |                       |             |            |             |
| Equipo | Equipo                | Tiempo      | Diferencia | Promedio    |
| 1.º | Dinamarca sub-23      | 22 min 11 s | 0 s        | 54.636 km/h |
| 2.º | Bélgica sub-23        | 22 min 24 s | + 13 s     | 54.107 km/h |
| 3.º | Noruega sub-23        | 22 min 27 s | + 16 s     | 53.987 km/h |
| 4.º | Países Bajos sub-23   | 22 min 30 s | + 19 s     | 53.867 km/h |
| 5.º | Italia sub-23         | 22 min 33 s | + 22 s     | 53.747 km/h |
| 6.º | Estados Unidos sub-23 | 22 min 36 s | + 25 s     | 53.628 km/h |
| 7.º | Francia sub-23        | 22 min 39 s | + 28 s     | 53.510 km/h |
| 8.º | Eslovenia sub-23      | 22 min 43 s | + 32 s     | 53.353 km/h |
| 9.º | Alemania sub-23       | 22 min 44 s | + 33 s     | 53.314 km/h |
| 10.º | Rusia sub-23          | 22 min 47 s | + 36 s     | 53.197 km/h |

| \| Clasificación general \| Clasificación general \| Clasificación general \| Clasificación general \| Clasificación general \| \| Ciclista \| Ciclista \| Equipo \| Tiempo \| \| \| --------------------- \| --------------------- \| --------------------- \| --------------------- \| --------------------- \| \| 1.º \| Håkon Aalrust \| Noruega sub-23 \| 10 h 28 min 40 s \| \| \| 2.º \| Alan Riou \| Francia sub-23 \| + 11 s \| \| \| 3.º \| Andreas Stokbro \| Dinamarca sub-23 \| + 1 min 54 s \| \| \| 4.º \| Mikkel Bjerg \| Dinamarca sub-23 \| + 1 min 54 s \| \| \| 5.º \| Jonas Gregaard \| Dinamarca sub-23 \| + 1 min 59 s \| \| \| 6.º \| Mikkel Honoré \| Dinamarca sub-23 \| + 1 min 59 s \| \| \| 7.º \| Julian Mertens \| Bélgica sub-23 \| + 2 min 07 s \| \| \| 8.º \| Edoardo Affini \| Italia sub-23 \| + 2 min 09 s \| \| \| 9.º \| Thymen Arensman \| Países Bajos sub-23 \| + 2 min 11 s \| \| \| 10.º \| Harm Vanhoucke \| Bélgica sub-23 \| + 2 min 12 s \| \| |                 |                     |                  |
| |                 |                     |                  |
| Fuente: ProCyclingStats |                 |                     |                  |
| Clasificación general |                 |                     |                  |
| Ciclista | Ciclista        | Equipo              | Tiempo           |
| 1.º | Håkon Aalrust   | Noruega sub-23      | 10 h 28 min 40 s |
| 2.º | Alan Riou       | Francia sub-23      | + 11 s           |
| 3.º | Andreas Stokbro | Dinamarca sub-23    | + 1 min 54 s     |
| 4.º | Mikkel Bjerg    | Dinamarca sub-23    | + 1 min 54 s     |
| 5.º | Jonas Gregaard  | Dinamarca sub-23    | + 1 min 59 s     |
| 6.º | Mikkel Honoré   | Dinamarca sub-23    | + 1 min 59 s     |
| 7.º | Julian Mertens  | Bélgica sub-23      | + 2 min 07 s     |
| 8.º | Edoardo Affini  | Italia sub-23       | + 2 min 09 s     |
| 9.º | Thymen Arensman | Países Bajos sub-23 | + 2 min 11 s     |
| 10.º | Harm Vanhoucke  | Bélgica sub-23      | + 2 min 12 s     |

### 5.ª etapa
| Beaugency - Levroux | etapa escarpada | (145,8 km) |

| \| Clasificación de la etapa \| Clasificación de la etapa \| Clasificación de la etapa \| Clasificación de la etapa \| Clasificación de la etapa \| \| Ciclista \| Ciclista \| Equipo \| Tiempo \| \| \| ------------------------- \| ------------------------- \| ------------------------- \| ------------------------- \| ------------------------- \| \| 1.º \| Matthew Gibson \| Gran Bretaña sub-23 \| 3 h 10 min 59 s \| \| \| 2.º \| Szymon Sajnok \| Polonia sub-23 \| + 0 s \| \| \| 3.º \| Colin Heiderscheid \| Luxemburgo sub-23 \| + 0 s \| \| \| 4.º \| Andreas Stokbro \| Dinamarca sub-23 \| + 0 s \| \| \| 5.º \| Žiga Jerman \| Eslovenia sub-23 \| + 0 s \| \| \| 6.º \| Damien Touzé \| Francia sub-23 \| + 0 s \| \| \| 7.º \| Rui Oliveira \| Portugal sub-23 \| + 0 s \| \| \| 8.º \| Gerben Thijssen \| Bélgica sub-23 \| + 0 s \| \| \| 9.º \| Joris Vincent \| Pays de la Loire espoirs \| + 0 s \| \| \| 10.º \| Simon Guglielmi \| Francia sub-23 \| + 0 s \| \| |                    |                          |                 |
| |                    |                          |                 |
| Fuente: ProCyclingStats |                    |                          |                 |
| Clasificación de la etapa |                    |                          |                 |
| Ciclista | Ciclista           | Equipo                   | Tiempo          |
| 1.º | Matthew Gibson     | Gran Bretaña sub-23      | 3 h 10 min 59 s |
| 2.º | Szymon Sajnok      | Polonia sub-23           | + 0 s           |
| 3.º | Colin Heiderscheid | Luxemburgo sub-23        | + 0 s           |
| 4.º | Andreas Stokbro    | Dinamarca sub-23         | + 0 s           |
| 5.º | Žiga Jerman        | Eslovenia sub-23         | + 0 s           |
| 6.º | Damien Touzé       | Francia sub-23           | + 0 s           |
| 7.º | Rui Oliveira       | Portugal sub-23          | + 0 s           |
| 8.º | Gerben Thijssen    | Bélgica sub-23           | + 0 s           |
| 9.º | Joris Vincent      | Pays de la Loire espoirs | + 0 s           |
| 10.º | Simon Guglielmi    | Francia sub-23           | + 0 s           |

| \| Clasificación general \| Clasificación general \| Clasificación general \| Clasificación general \| Clasificación general \| \| Ciclista \| Ciclista \| Equipo \| Tiempo \| \| \| --------------------- \| --------------------- \| --------------------- \| --------------------- \| --------------------- \| \| 1.º \| Alan Riou \| Francia sub-23 \| 13 h 40 min 04 s \| \| \| 2.º \| Andreas Stokbro \| Dinamarca sub-23 \| + 1 min 29 s \| \| \| 3.º \| Mikkel Bjerg \| Dinamarca sub-23 \| + 1 min 29 s \| \| \| 4.º \| Jonas Gregaard \| Dinamarca sub-23 \| + 1 min 34 s \| \| \| 5.º \| Mikkel Honoré \| Dinamarca sub-23 \| + 1 min 34 s \| \| \| 6.º \| Edoardo Affini \| Italia sub-23 \| + 1 min 44 s \| \| \| 7.º \| Harm Vanhoucke \| Bélgica sub-23 \| + 1 min 47 s \| \| \| 8.º \| Damien Touzé \| Francia sub-23 \| + 1 min 50 s \| \| \| 9.º \| Tobias Foss \| Noruega sub-23 \| + 1 min 50 s \| \| \| 10.º \| Torjus Sleen \| Noruega sub-23 \| + 1 min 50 s \| \| |                 |                  |                  |
| |                 |                  |                  |
| Fuente: ProCyclingStats |                 |                  |                  |
| Clasificación general |                 |                  |                  |
| Ciclista | Ciclista        | Equipo           | Tiempo           |
| 1.º | Alan Riou       | Francia sub-23   | 13 h 40 min 04 s |
| 2.º | Andreas Stokbro | Dinamarca sub-23 | + 1 min 29 s     |
| 3.º | Mikkel Bjerg    | Dinamarca sub-23 | + 1 min 29 s     |
| 4.º | Jonas Gregaard  | Dinamarca sub-23 | + 1 min 34 s     |
| 5.º | Mikkel Honoré   | Dinamarca sub-23 | + 1 min 34 s     |
| 6.º | Edoardo Affini  | Italia sub-23    | + 1 min 44 s     |
| 7.º | Harm Vanhoucke  | Bélgica sub-23   | + 1 min 47 s     |
| 8.º | Damien Touzé    | Francia sub-23   | + 1 min 50 s     |
| 9.º | Tobias Foss     | Noruega sub-23   | + 1 min 50 s     |
| 10.º | Torjus Sleen    | Noruega sub-23   | + 1 min 50 s     |

### 6.ª etapa
| Le Blanc - Cérilly | etapa escarpada | (181,1 km) |

| \| Clasificación de la etapa \| Clasificación de la etapa \| Clasificación de la etapa \| Clasificación de la etapa \| Clasificación de la etapa \| \| Ciclista \| Ciclista \| Equipo \| Tiempo \| \| \| ------------------------- \| ------------------------- \| ------------------------- \| ------------------------- \| ------------------------- \| \| 1.º \| Alessandro Covi \| Italia sub-23 \| 4 h 00 min 29 s \| \| \| 2.º \| Mark Downey \| Irlanda sub-23 \| + 0 s \| \| \| 3.º \| Simon Guglielmi \| Francia sub-23 \| + 0 s \| \| \| 4.º \| Zeke Mostov \| Estados Unidos sub-23 \| + 2 s \| \| \| 5.º \| Jonas Gregaard \| Dinamarca sub-23 \| + 2 s \| \| \| 6.º \| Max Kanter \| Alemania sub-23 \| + 5 s \| \| \| 7.º \| Mikkel Bjerg \| Dinamarca sub-23 \| + 5 s \| \| \| 8.º \| Alberto Dainese \| Italia sub-23 \| + 5 s \| \| \| 9.º \| Damien Touzé \| Francia sub-23 \| + 5 s \| \| \| 10.º \| Rui Oliveira \| Portugal sub-23 \| + 5 s \| \| |                 |                       |                 |
| |                 |                       |                 |
| Fuente: ProCyclingStats |                 |                       |                 |
| Clasificación de la etapa |                 |                       |                 |
| Ciclista | Ciclista        | Equipo                | Tiempo          |
| 1.º | Alessandro Covi | Italia sub-23         | 4 h 00 min 29 s |
| 2.º | Mark Downey     | Irlanda sub-23        | + 0 s           |
| 3.º | Simon Guglielmi | Francia sub-23        | + 0 s           |
| 4.º | Zeke Mostov     | Estados Unidos sub-23 | + 2 s           |
| 5.º | Jonas Gregaard  | Dinamarca sub-23      | + 2 s           |
| 6.º | Max Kanter      | Alemania sub-23       | + 5 s           |
| 7.º | Mikkel Bjerg    | Dinamarca sub-23      | + 5 s           |
| 8.º | Alberto Dainese | Italia sub-23         | + 5 s           |
| 9.º | Damien Touzé    | Francia sub-23        | + 5 s           |
| 10.º | Rui Oliveira    | Portugal sub-23       | + 5 s           |

| \| Clasificación general \| Clasificación general \| Clasificación general \| Clasificación general \| Clasificación general \| \| Ciclista \| Ciclista \| Equipo \| Tiempo \| \| \| --------------------- \| --------------------- \| --------------------- \| --------------------- \| --------------------- \| \| 1.º \| Alan Riou \| Francia sub-23 \| 17 h 40 min 38 s \| \| \| 2.º \| Andreas Stokbro \| Dinamarca sub-23 \| + 1 min 29 s \| \| \| 3.º \| Mikkel Bjerg \| Dinamarca sub-23 \| + 1 min 29 s \| \| \| 4.º \| Jonas Gregaard \| Dinamarca sub-23 \| + 1 min 31 s \| \| \| 5.º \| Mikkel Honoré \| Dinamarca sub-23 \| + 1 min 34 s \| \| \| 6.º \| Edoardo Affini \| Italia sub-23 \| + 1 min 44 s \| \| \| 7.º \| Harm Vanhoucke \| Bélgica sub-23 \| + 1 min 47 s \| \| \| 8.º \| Damien Touzé \| Francia sub-23 \| + 1 min 50 s \| \| \| 9.º \| Tobias Foss \| Noruega sub-23 \| + 1 min 50 s \| \| \| 10.º \| Torjus Sleen \| Noruega sub-23 \| + 1 min 50 s \| \| |                 |                  |                  |
| |                 |                  |                  |
| Fuente: ProCyclingStats |                 |                  |                  |
| Clasificación general |                 |                  |                  |
| Ciclista | Ciclista        | Equipo           | Tiempo           |
| 1.º | Alan Riou       | Francia sub-23   | 17 h 40 min 38 s |
| 2.º | Andreas Stokbro | Dinamarca sub-23 | + 1 min 29 s     |
| 3.º | Mikkel Bjerg    | Dinamarca sub-23 | + 1 min 29 s     |
| 4.º | Jonas Gregaard  | Dinamarca sub-23 | + 1 min 31 s     |
| 5.º | Mikkel Honoré   | Dinamarca sub-23 | + 1 min 34 s     |
| 6.º | Edoardo Affini  | Italia sub-23    | + 1 min 44 s     |
| 7.º | Harm Vanhoucke  | Bélgica sub-23   | + 1 min 47 s     |
| 8.º | Damien Touzé    | Francia sub-23   | + 1 min 50 s     |
| 9.º | Tobias Foss     | Noruega sub-23   | + 1 min 50 s     |
| 10.º | Torjus Sleen    | Noruega sub-23   | + 1 min 50 s     |

### 7.ª etapa
| Moûtiers - Méribel | etapa de montaña | (35,4 km) |

| \| Clasificación de la etapa \| Clasificación de la etapa \| Clasificación de la etapa \| Clasificación de la etapa \| Clasificación de la etapa \| \| Ciclista \| Ciclista \| Equipo \| Tiempo \| \| \| ------------------------- \| ------------------------- \| ------------------------- \| ------------------------- \| ------------------------- \| \| 1.º \| Iván Ramiro Sosa \| Colombia sub-23 \| 4 h 00 min 29 s \| \| \| 2.º \| Brandon McNulty \| Estados Unidos sub-23 \| + 0 s \| \| \| 3.º \| Tadej Pogačar \| Eslovenia sub-23 \| + 0 s \| \| \| 4.º \| Fernando Barceló \| España sub-23 \| + 2 s \| \| \| 5.º \| Alejandro Osorio \| Colombia sub-23 \| + 2 s \| \| \| 6.º \| Aleksandr Vlásov \| Rusia sub-23 \| + 5 s \| \| \| 7.º \| Clément Champoussin \| Francia sub-23 \| + 5 s \| \| \| 8.º \| Thymen Arensman \| Países Bajos sub-23 \| + 5 s \| \| \| 9.º \| Edward Dunbar \| Irlanda sub-23 \| + 5 s \| \| \| 10.º \| Michel Ries \| Luxemburgo sub-23 \| + 5 s \| \| |                     |                       |                 |
| |                     |                       |                 |
| Fuente: ProCyclingStats |                     |                       |                 |
| Clasificación de la etapa |                     |                       |                 |
| Ciclista | Ciclista            | Equipo                | Tiempo          |
| 1.º | Iván Ramiro Sosa    | Colombia sub-23       | 4 h 00 min 29 s |
| 2.º | Brandon McNulty     | Estados Unidos sub-23 | + 0 s           |
| 3.º | Tadej Pogačar       | Eslovenia sub-23      | + 0 s           |
| 4.º | Fernando Barceló    | España sub-23         | + 2 s           |
| 5.º | Alejandro Osorio    | Colombia sub-23       | + 2 s           |
| 6.º | Aleksandr Vlásov    | Rusia sub-23          | + 5 s           |
| 7.º | Clément Champoussin | Francia sub-23        | + 5 s           |
| 8.º | Thymen Arensman     | Países Bajos sub-23   | + 5 s           |
| 9.º | Edward Dunbar       | Irlanda sub-23        | + 5 s           |
| 10.º | Michel Ries         | Luxemburgo sub-23     | + 5 s           |

| \| Clasificación general \| Clasificación general \| Clasificación general \| Clasificación general \| Clasificación general \| \| Ciclista \| Ciclista \| Equipo \| Tiempo \| \| \| --------------------- \| --------------------- \| --------------------- \| --------------------- \| --------------------- \| \| 1.º \| Tadej Pogačar \| Eslovenia sub-23 \| 18 h 52 min 56 s \| \| \| 2.º \| Brandon McNulty \| Estados Unidos sub-23 \| + 7 s \| \| \| 3.º \| Thymen Arensman \| Países Bajos sub-23 \| + 12 s \| \| \| 4.º \| Samuele Battistella \| Italia sub-23 \| + 27 s \| \| \| 5.º \| Aleksandr Vlásov \| Rusia sub-23 \| + 31 s \| \| \| 6.º \| Edward Dunbar \| Irlanda sub-23 \| + 31 s \| \| \| 7.º \| Jonas Gregaard \| Dinamarca sub-23 \| + 40 s \| \| \| 8.º \| Mikkel Bjerg \| Dinamarca sub-23 \| + 44 s \| \| \| 9.º \| Gino Mäder \| Suiza sub-23 \| + 45 s \| \| \| 10.º \| Clément Champoussin \| Francia sub-23 \| + 51 s \| \| |                     |                       |                  |
| |                     |                       |                  |
| Fuente: ProCyclingStats |                     |                       |                  |
| Clasificación general |                     |                       |                  |
| Ciclista | Ciclista            | Equipo                | Tiempo           |
| 1.º | Tadej Pogačar       | Eslovenia sub-23      | 18 h 52 min 56 s |
| 2.º | Brandon McNulty     | Estados Unidos sub-23 | + 7 s            |
| 3.º | Thymen Arensman     | Países Bajos sub-23   | + 12 s           |
| 4.º | Samuele Battistella | Italia sub-23         | + 27 s           |
| 5.º | Aleksandr Vlásov    | Rusia sub-23          | + 31 s           |
| 6.º | Edward Dunbar       | Irlanda sub-23        | + 31 s           |
| 7.º | Jonas Gregaard      | Dinamarca sub-23      | + 40 s           |
| 8.º | Mikkel Bjerg        | Dinamarca sub-23      | + 44 s           |
| 9.º | Gino Mäder          | Suiza sub-23          | + 45 s           |
| 10.º | Clément Champoussin | Francia sub-23        | + 51 s           |

### 8.ª etapa
| La Bâthie - Crest-Voland Cohennoz | etapa de montaña | (81,1 km) |

| \| Clasificación de la etapa \| Clasificación de la etapa \| Clasificación de la etapa \| Clasificación de la etapa \| Clasificación de la etapa \| \| Ciclista \| Ciclista \| Equipo \| Tiempo \| \| \| ------------------------- \| ------------------------- \| ------------------------- \| ------------------------- \| ------------------------- \| \| 1.º \| Gino Mäder \| Suiza sub-23 \| 2 h 11 min 24 s \| \| \| 2.º \| Iván Ramiro Sosa \| Colombia sub-23 \| + 15 s \| \| \| 3.º \| Robert Stannard \| Australia sub-23 \| + 15 s \| \| \| 4.º \| Aleksandr Vlásov \| Rusia sub-23 \| + 15 s \| \| \| 5.º \| Tadej Pogačar \| Eslovenia sub-23 \| + 15 s \| \| \| 6.º \| Clément Champoussin \| Francia sub-23 \| + 15 s \| \| \| 7.º \| Brandon McNulty \| Estados Unidos sub-23 \| + 15 s \| \| \| 8.º \| Alejandro Osorio \| Colombia sub-23 \| + 15 s \| \| \| 9.º \| Jonas Gregaard \| Dinamarca sub-23 \| + 15 s \| \| \| 10.º \| Edward Dunbar \| Irlanda sub-23 \| + 15 s \| \| |                     |                       |                 |
| |                     |                       |                 |
| Fuente: ProCyclingStats |                     |                       |                 |
| Clasificación de la etapa |                     |                       |                 |
| Ciclista | Ciclista            | Equipo                | Tiempo          |
| 1.º | Gino Mäder          | Suiza sub-23          | 2 h 11 min 24 s |
| 2.º | Iván Ramiro Sosa    | Colombia sub-23       | + 15 s          |
| 3.º | Robert Stannard     | Australia sub-23      | + 15 s          |
| 4.º | Aleksandr Vlásov    | Rusia sub-23          | + 15 s          |
| 5.º | Tadej Pogačar       | Eslovenia sub-23      | + 15 s          |
| 6.º | Clément Champoussin | Francia sub-23        | + 15 s          |
| 7.º | Brandon McNulty     | Estados Unidos sub-23 | + 15 s          |
| 8.º | Alejandro Osorio    | Colombia sub-23       | + 15 s          |
| 9.º | Jonas Gregaard      | Dinamarca sub-23      | + 15 s          |
| 10.º | Edward Dunbar       | Irlanda sub-23        | + 15 s          |

| \| Clasificación general \| Clasificación general \| Clasificación general \| Clasificación general \| Clasificación general \| \| Ciclista \| Ciclista \| Equipo \| Tiempo \| \| \| --------------------- \| --------------------- \| --------------------- \| --------------------- \| --------------------- \| \| 1.º \| Tadej Pogačar \| Eslovenia sub-23 \| 21 h 04 min 35 s \| \| \| 2.º \| Brandon McNulty \| Estados Unidos sub-23 \| + 7 s \| \| \| 3.º \| Thymen Arensman \| Países Bajos sub-23 \| + 12 s \| \| \| 4.º \| Gino Mäder \| Suiza sub-23 \| + 30 s \| \| \| 5.º \| Aleksandr Vlásov \| Rusia sub-23 \| + 31 s \| \| \| 6.º \| Edward Dunbar \| Irlanda sub-23 \| + 31 s \| \| \| 7.º \| Samuele Battistella \| Italia sub-23 \| + 32 s \| \| \| 8.º \| Jonas Gregaard \| Dinamarca sub-23 \| + 40 s \| \| \| 9.º \| Clément Champoussin \| Francia sub-23 \| + 51 s \| \| \| 10.º \| João Almeida \| Portugal sub-23 \| + 1 min 02 s \| \| |                     |                       |                  |
| |                     |                       |                  |
| Fuente: ProCyclingStats |                     |                       |                  |
| Clasificación general |                     |                       |                  |
| Ciclista | Ciclista            | Equipo                | Tiempo           |
| 1.º | Tadej Pogačar       | Eslovenia sub-23      | 21 h 04 min 35 s |
| 2.º | Brandon McNulty     | Estados Unidos sub-23 | + 7 s            |
| 3.º | Thymen Arensman     | Países Bajos sub-23   | + 12 s           |
| 4.º | Gino Mäder          | Suiza sub-23          | + 30 s           |
| 5.º | Aleksandr Vlásov    | Rusia sub-23          | + 31 s           |
| 6.º | Edward Dunbar       | Irlanda sub-23        | + 31 s           |
| 7.º | Samuele Battistella | Italia sub-23         | + 32 s           |
| 8.º | Jonas Gregaard      | Dinamarca sub-23      | + 40 s           |
| 9.º | Clément Champoussin | Francia sub-23        | + 51 s           |
| 10.º | João Almeida        | Portugal sub-23       | + 1 min 02 s     |

### 9.ª etapa
| Séez - Val-d'Isère | etapa de montaña | (83 km) |

| \| Clasificación de la etapa \| Clasificación de la etapa \| Clasificación de la etapa \| Clasificación de la etapa \| Clasificación de la etapa \| \| Ciclista \| Ciclista \| Equipo \| Tiempo \| \| \| ------------------------- \| ------------------------- \| ------------------------- \| ------------------------- \| ------------------------- \| \| 1.º \| Fernando Barceló \| España sub-23 \| 2 h 29 min 50 s \| \| \| 2.º \| Michel Ries \| Luxemburgo sub-23 \| + 9 s \| \| \| 3.º \| Tadej Pogačar \| Eslovenia sub-23 \| + 9 s \| \| \| 4.º \| Robert Stannard \| Australia sub-23 \| + 1 min 14 s \| \| \| 5.º \| Felix Gall \| Austria sub-23 \| + 1 min 14 s \| \| \| 6.º \| Jonas Gregaard \| Dinamarca sub-23 \| + 1 min 14 s \| \| \| 7.º \| Gino Mäder \| Suiza sub-23 \| + 1 min 14 s \| \| \| 8.º \| Clément Champoussin \| Francia sub-23 \| + 1 min 14 s \| \| \| 9.º \| Aleksandr Vlásov \| Rusia sub-23 \| + 1 min 14 s \| \| \| 10.º \| Tobias Foss \| Noruega sub-23 \| + 1 min 14 s \| \| |                     |                   |                 |
| |                     |                   |                 |
| Fuente: ProCyclingStats |                     |                   |                 |
| Clasificación de la etapa |                     |                   |                 |
| Ciclista | Ciclista            | Equipo            | Tiempo          |
| 1.º | Fernando Barceló    | España sub-23     | 2 h 29 min 50 s |
| 2.º | Michel Ries         | Luxemburgo sub-23 | + 9 s           |
| 3.º | Tadej Pogačar       | Eslovenia sub-23  | + 9 s           |
| 4.º | Robert Stannard     | Australia sub-23  | + 1 min 14 s    |
| 5.º | Felix Gall          | Austria sub-23    | + 1 min 14 s    |
| 6.º | Jonas Gregaard      | Dinamarca sub-23  | + 1 min 14 s    |
| 7.º | Gino Mäder          | Suiza sub-23      | + 1 min 14 s    |
| 8.º | Clément Champoussin | Francia sub-23    | + 1 min 14 s    |
| 9.º | Aleksandr Vlásov    | Rusia sub-23      | + 1 min 14 s    |
| 10.º | Tobias Foss         | Noruega sub-23    | + 1 min 14 s    |

| \| Clasificación general \| Clasificación general \| Clasificación general \| Clasificación general \| Clasificación general \| \| Ciclista \| Ciclista \| Equipo \| Tiempo \| \| \| --------------------- \| --------------------- \| --------------------- \| --------------------- \| --------------------- \| \| 1.º \| Tadej Pogačar \| Eslovenia sub-23 \| 23 h 34 min 34 s \| \| \| 2.º \| Michel Ries \| Luxemburgo sub-23 \| + 1 min 07 s \| \| \| 3.º \| Thymen Arensman \| Países Bajos sub-23 \| + 1 min 17 s \| \| \| 4.º \| Fernando Barceló \| España sub-23 \| + 1 min 23 s \| \| \| 5.º \| Gino Mäder \| Suiza sub-23 \| + 1 min 35 s \| \| \| 6.º \| Aleksandr Vlásov \| Rusia sub-23 \| + 1 min 36 s \| \| \| 7.º \| Jonas Gregaard \| Dinamarca sub-23 \| + 1 min 45 s \| \| \| 8.º \| Clément Champoussin \| Francia sub-23 \| + 1 min 56 s \| \| \| 9.º \| João Almeida \| Portugal sub-23 \| + 2 min 07 s \| \| \| 10.º \| Iván Ramiro Sosa \| Colombia sub-23 \| + 2 min 16 s \| \| |                     |                     |                  |
| |                     |                     |                  |
| Fuente: ProCyclingStats |                     |                     |                  |
| Clasificación general |                     |                     |                  |
| Ciclista | Ciclista            | Equipo              | Tiempo           |
| 1.º | Tadej Pogačar       | Eslovenia sub-23    | 23 h 34 min 34 s |
| 2.º | Michel Ries         | Luxemburgo sub-23   | + 1 min 07 s     |
| 3.º | Thymen Arensman     | Países Bajos sub-23 | + 1 min 17 s     |
| 4.º | Fernando Barceló    | España sub-23       | + 1 min 23 s     |
| 5.º | Gino Mäder          | Suiza sub-23        | + 1 min 35 s     |
| 6.º | Aleksandr Vlásov    | Rusia sub-23        | + 1 min 36 s     |
| 7.º | Jonas Gregaard      | Dinamarca sub-23    | + 1 min 45 s     |
| 8.º | Clément Champoussin | Francia sub-23      | + 1 min 56 s     |
| 9.º | João Almeida        | Portugal sub-23     | + 2 min 07 s     |
| 10.º | Iván Ramiro Sosa    | Colombia sub-23     | + 2 min 16 s     |

### 10.ª etapa
| Val-d'Isère - Saint-Colomban-des-Villards | etapa de montaña | (149,7 km) |

| \| Clasificación de la etapa \| Clasificación de la etapa \| Clasificación de la etapa \| Clasificación de la etapa \| Clasificación de la etapa \| \| Ciclista \| Ciclista \| Equipo \| Tiempo \| \| \| ------------------------- \| ------------------------- \| ------------------------- \| ------------------------- \| ------------------------- \| \| 1.º \| Gino Mäder \| Suiza sub-23 \| 2 h 54 min 19 s \| \| \| 2.º \| Edward Dunbar \| Irlanda sub-23 \| + 0 s \| \| \| 3.º \| Clément Champoussin \| Francia sub-23 \| + 0 s \| \| \| 4.º \| Aleksandr Vlásov \| Rusia sub-23 \| + 0 s \| \| \| 5.º \| Iván Ramiro Sosa \| Colombia sub-23 \| + 0 s \| \| \| 6.º \| Tadej Pogačar \| Eslovenia sub-23 \| + 0 s \| \| \| 7.º \| João Almeida \| Portugal sub-23 \| + 8 s \| \| \| 8.º \| Thymen Arensman \| Países Bajos sub-23 \| + 11 s \| \| \| 9.º \| Alejandro Osorio \| Colombia sub-23 \| + 45 s \| \| \| 10.º \| Tobias Foss \| Noruega sub-23 \| + 1 min 11 s \| \| |                     |                     |                 |
| |                     |                     |                 |
| Fuente: ProCyclingStats |                     |                     |                 |
| Clasificación de la etapa |                     |                     |                 |
| Ciclista | Ciclista            | Equipo              | Tiempo          |
| 1.º | Gino Mäder          | Suiza sub-23        | 2 h 54 min 19 s |
| 2.º | Edward Dunbar       | Irlanda sub-23      | + 0 s           |
| 3.º | Clément Champoussin | Francia sub-23      | + 0 s           |
| 4.º | Aleksandr Vlásov    | Rusia sub-23        | + 0 s           |
| 5.º | Iván Ramiro Sosa    | Colombia sub-23     | + 0 s           |
| 6.º | Tadej Pogačar       | Eslovenia sub-23    | + 0 s           |
| 7.º | João Almeida        | Portugal sub-23     | + 8 s           |
| 8.º | Thymen Arensman     | Países Bajos sub-23 | + 11 s          |
| 9.º | Alejandro Osorio    | Colombia sub-23     | + 45 s          |
| 10.º | Tobias Foss         | Noruega sub-23      | + 1 min 11 s    |

## Clasificaciones finales
Las clasificaciones finalizaron de la siguiente forma:

### Clasificación general
| \| Clasificación general \| Clasificación general \| Clasificación general \| Clasificación general \| Clasificación general \| \| Ciclista \| Ciclista \| Equipo \| Tiempo \| \| \| --------------------- \| --------------------- \| --------------------- \| --------------------- \| --------------------- \| \| 1.º \| Tadej Pogačar \| Eslovenia sub-23 \| 26 h 28 min 53 s \| \| \| 2.º \| Thymen Arensman \| Países Bajos sub-23 \| + 1 min 28 s \| \| \| 3.º \| Gino Mäder \| Suiza sub-23 \| + 1 min 35 s \| \| \| 4.º \| Aleksandr Vlásov \| Rusia sub-23 \| + 1 min 36 s \| \| \| 5.º \| Clément Champoussin \| Francia sub-23 \| + 1 min 56 s \| \| \| 6.º \| Iván Ramiro Sosa \| Colombia sub-23 \| + 2 min 16 s \| \| \| 7.º \| João Almeida \| Portugal sub-23 \| + 2 min 35 s \| \| \| 8.º \| Edward Dunbar \| Irlanda sub-23 \| + 2 min 47 s \| \| \| 9.º \| Tobias Foss \| Noruega sub-23 \| + 3 min 28 s \| \| \| 10.º \| Michel Ries \| Luxemburgo sub-23 \| + 4 min 25 s \| \| |                     |                     |                  |
| |                     |                     |                  |
| Fuente: ProCyclingStats |                     |                     |                  |
| Clasificación general |                     |                     |                  |
| Ciclista | Ciclista            | Equipo              | Tiempo           |
| 1.º | Tadej Pogačar       | Eslovenia sub-23    | 26 h 28 min 53 s |
| 2.º | Thymen Arensman     | Países Bajos sub-23 | + 1 min 28 s     |
| 3.º | Gino Mäder          | Suiza sub-23        | + 1 min 35 s     |
| 4.º | Aleksandr Vlásov    | Rusia sub-23        | + 1 min 36 s     |
| 5.º | Clément Champoussin | Francia sub-23      | + 1 min 56 s     |
| 6.º | Iván Ramiro Sosa    | Colombia sub-23     | + 2 min 16 s     |
| 7.º | João Almeida        | Portugal sub-23     | + 2 min 35 s     |
| 8.º | Edward Dunbar       | Irlanda sub-23      | + 2 min 47 s     |
| 9.º | Tobias Foss         | Noruega sub-23      | + 3 min 28 s     |
| 10.º | Michel Ries         | Luxemburgo sub-23   | + 4 min 25 s     |

### Clasificación por puntos
| Clasificación por puntos | Clasificación por puntos | Clasificación por puntos | Clasificación por puntos | Clasificación por puntos |
| Ciclista                 | Ciclista                 | Equipo                   | Puntos                   |                          |
| ------------------------ | ------------------------ | ------------------------ | ------------------------ | ------------------------ |
| 1.º                      | Damien Touzé             | Francia sub-23           | 88 pts                   |                          |
| 2.º                      | Max Kanter               | Alemania sub-23          | 82 pts                   |                          |
| 3.º                      | Rui Oliveira             | Portugal sub-23          | 76 pts                   |                          |
| 4.º                      | Robert Stannard          | Australia sub-23         | 74 pts                   |                          |
| 5.º                      | Mark Downey              | Irlanda sub-23           | 53 pts                   |                          |
| 6.º                      | Simon Guglielmi          | Francia sub-23           | 51 pts                   |                          |
| 7.º                      | Gerben Thijssen          | Bélgica sub-23           | 41 pts                   |                          |
| 8.º                      | Alberto Dainese          | Italia sub-23            | 40 pts                   |                          |
| 9.º                      | Magnus Bak Klaris        | Dinamarca sub-23         | 38 pts                   |                          |
| 10.º                     | Tadej Pogačar            | Eslovenia sub-23         | 32 pts                   |                          |

### Clasificación de la montaña
| Clasificación de la montaña | Clasificación de la montaña | Clasificación de la montaña | Clasificación de la montaña | Clasificación de la montaña |
| Ciclista                    | Ciclista                    | Equipo                      | Puntos                      |                             |
| --------------------------- | --------------------------- | --------------------------- | --------------------------- | --------------------------- |
| 1.º                         | Alejandro Osorio            | Colombia sub-23             | 72 pts                      |                             |
| 2.º                         | Tadej Pogačar               | Eslovenia sub-23            | 70 pts                      |                             |
| 3.º                         | Iván Ramiro Sosa            | Colombia sub-23             | 69 pts                      |                             |
| 4.º                         | Gino Mäder                  | Suiza sub-23                | 51 pts                      |                             |
| 5.º                         | Clément Champoussin         | Francia sub-23              | 47 pts                      |                             |
| 6.º                         | Aleksandr Vlásov            | Rusia sub-23                | 43 pts                      |                             |
| 7.º                         | Edward Dunbar               | Irlanda sub-23              | 38 pts                      |                             |
| 8.º                         | Fernando Barceló            | España sub-23               | 35 pts                      |                             |
| 9.º                         | Brandon McNulty             | Estados Unidos sub-23       | 29 pts                      |                             |
| 10.º                        | Cristian Camilo Muñoz       | Colombia sub-23             | 28 pts                      |                             |

### Clasificación por equipos
| Clasificación por equipos | Clasificación por equipos | Clasificación por equipos | Clasificación por equipos |
| Equipo                    | Equipo                    | Tiempo                    |                           |
| ------------------------- | ------------------------- | ------------------------- | ------------------------- |
| 1.º                       | Colombia sub-23           | 78 h 55 min 41 s          |                           |
| 2.º                       | Suiza sub-23              | + 8 min 12 s              |                           |
| 3.º                       | Noruega sub-23            | + 20 min 20 s             |                           |
| 4.º                       | Italia sub-23             | + 21 min 26 s             |                           |
| 5.º                       | World Cycling Centre      | + 21 min 53 s             |                           |
| 6.º                       | Francia sub-23            | + 28 min 30 s             |                           |
| 7.º                       | Países Bajos sub-23       | + 30 min 27 s             |                           |
| 8.º                       | Dinamarca sub-23          | + 32 min 15 s             |                           |
| 9.º                       | Rusia sub-23              | + 32 min 53 s             |                           |
| 10.º                      | Austria sub-23            | + 35 min 43 s             |                           |

## Evolución de las clasificaciones
| Etapa                   | Vencedor                | Clasificación general Maillot jaune | Clasificación por puntos Maillot vert | Clasificación de la montaña Maillot à pois rouges | Clasificación por equipos Classement par équipe | Clasificación de la combatividad Prix de combativité |
| ----------------------- | ----------------------- | ----------------------------------- | ------------------------------------- | ------------------------------------------------- | ----------------------------------------------- | ---------------------------------------------------- |
| 1.ª                     | Max Kanter              | Max Kanter                          | Max Kanter                            | Ide Schelling                                     | Portugal sub-23                                 | Thomas Denis                                         |
| 2.ª                     | Alan Riou               | Alan Riou                           | Max Kanter                            | Ide Schelling                                     | Francia sub-23                                  | Magnus Bak Klaris                                    |
| 3.ª                     | Damien Touzé            | Alan Riou                           | Max Kanter                            | Ide Schelling                                     | Francia sub-23                                  | Edoardo Affini                                       |
| 4.ª                     | Dinamarca sub-23        | Håkon Aalrust                       | Max Kanter                            | Ide Schelling                                     | Dinamarca sub-23                                | no otorgado                                          |
| 5.ª                     | Matthew Gibson          | Alan Riou                           | Damien Touzé                          | Ide Schelling                                     | Dinamarca sub-23                                | Žiga Horvat                                          |
| 6.ª                     | Alessandro Covi         | Alan Riou                           | Damien Touzé                          | Ide Schelling                                     | Dinamarca sub-23                                | Magnus Bak Klaris                                    |
| 7.ª                     | Iván Ramiro Sosa        | Tadej Pogačar                       | Damien Touzé                          | Ide Schelling                                     | Italia sub-23                                   | Brandon McNulty                                      |
| 8.ª                     | Gino Mäder              | Tadej Pogačar                       | Damien Touzé                          | Iván Ramiro Sosa                                  | Colombia sub-23                                 | Robert Stannard                                      |
| 9.ª                     | Fernando Barceló        | Tadej Pogačar                       | Damien Touzé                          | Alejandro Osorio                                  | Italia sub-23                                   | Fernando Barceló                                     |
| 10.ª                    | Gino Mäder              | Tadej Pogačar                       | Damien Touzé                          | Alejandro Osorio                                  | Colombia sub-23                                 | Joseph Areruya                                       |
| Clasificaciones finales | Clasificaciones finales | Tadej Pogačar                       | Damien Touzé                          | Alejandro Osorio                                  | Colombia sub-23                                 | Tadej Pogačar                                        |

## UCI World Ranking
El Tour del Porvenir otorga puntos para el UCI World Ranking, este último para corredores de los equipos en las categorías UCI ProTeam, Profesional Continental y Equipos Continentales. Las siguientes tablas muestran el baremo de puntuación y los 10 corredores que obtuvieron más puntos:
| Posición              | 1.º | 2.º | 3.º | 4.º | 5.º | 6.º | 7.º | 8.º | 9.º | 10.º | 11.º-15.º | 16.º-20.º |
| Clasificación general | 140 | 110 | 80  | 60  | 50  | 40  | 30  | 20  | 10  | 6    | 3         | 1         |
| Por etapa             | 15  | 9   | 5   |     |     |     |     |     |     |      |           |           |
| Líder                 | 2   |     |     |     |     |     |     |     |     |      |           |           |

| Clasificación | Clasificación       | Clasificación       | Clasificación | Clasificación | Clasificación | Clasificación |
| Posición      | Ciclista            | Equipo              | General       | Etapa         | Líder         | Total         |
| ------------- | ------------------- | ------------------- | ------------- | ------------- | ------------- | ------------- |
| 1.º           | Tadej Pogačar       | Eslovenía sub-23    | 140           | 10            | 6             | 156           |
| 2.º           | Thymen Arensman     | Países Bajos sub-23 | 110           | 5             | -             | 115           |
| 3.º           | Gino Mäder          | Suiza sub-23        | 80            | 30            | -             | 110           |
| 4.º           | Iván Ramiro Sosa    | Colombia sub-23     | 40            | 24            | -             | 64            |
| 5.º           | Aleksandr Vlasov    | Rusia sub-23        | 60            | -             | -             | 60            |
| 6.º           | Clément Champoussin | Francia sub-23      | 50            | 5             | -             | 55            |
| 7.º           | João Almeida        | Portugal sub-23     | 30            | -             | -             | 30            |
| 8.º           | Edward Dunbar       | Irlanda sub-23      | 20            | 9             | -             | 29            |
| 9.º           | Alan Riou           | Francia sub-23      | -             | 15            | 8             | 23            |
| 10.º          | Damien Touzé        | Francia sub-23      | -             | 20            | -             | 20            |